# ヘルマン・フォン・アイヒホルン

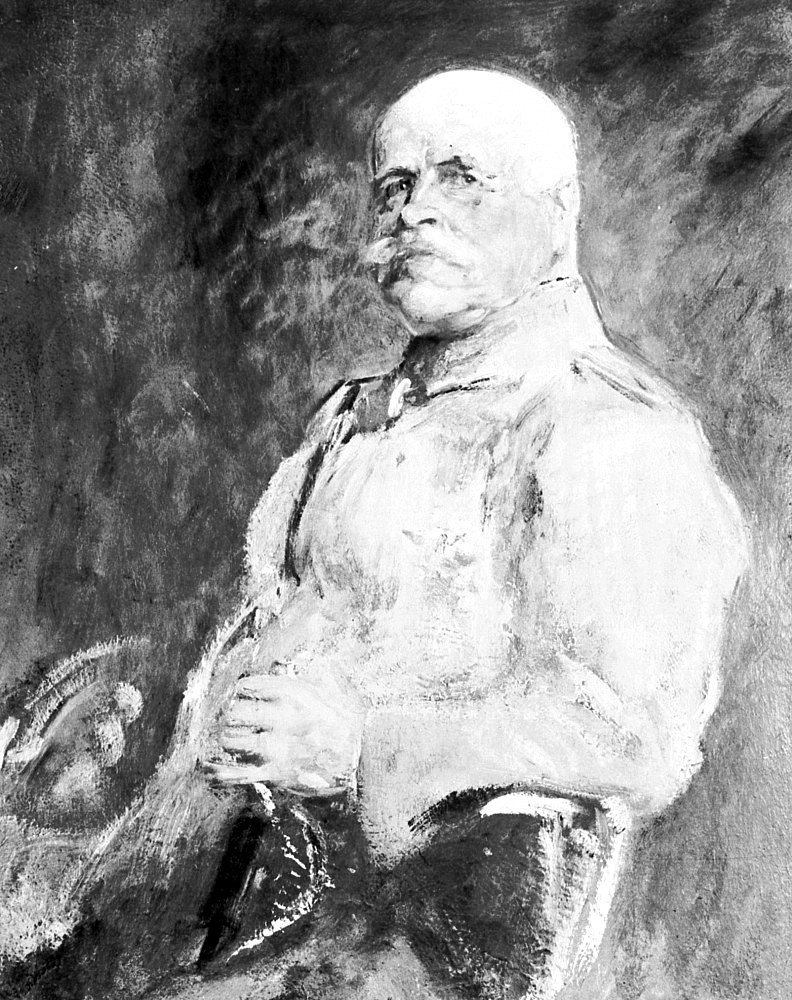
ヘルマン・フォン・アイヒホルンの肖像（1916年、ラインホルト・レプシウス画・シュテーデル美術館蔵）

エミール・ゴットフリート・ヘルマン・フォン・アイヒホルン（ドイツ語: Emil Gottfried Hermann von Eichhorn、1848年2月13日 - 1918年7月30日）は、ドイツ帝国の軍人。陸軍元帥。

## 人物
ブレスラウの貴族の家に生まれる。父カール・フリードリッヒ・ヘルマンはのちにミンデン行政区で首相を務め、祖父アルプレヒト・フリードリッヒはプロイセン王国文化大臣を務めた。また母方の祖父は哲学者フリードリヒ・シェリングである。
普仏戦争に従軍。1901年、第9歩兵師団長。1904年、第18軍団長。1912年、第7軍総監。
第一次世界大戦中の1915年1月、第10軍司令官に就任。1917年12月、元帥に列せられる。
1918年4月、キエフに拠点を置く「キエフ軍集団」の司令官に任命され、ウクライナにおけるドイツ軍政責任者となった。しかし同年7月30日、キエフにおいて左派社会革命党のボリス・ドンスコイによって暗殺された。